# 178 (عدد)
178 هو عدد صحيح. طبيعي بين 177 و179

## في الرياضيات

### خصائص
- 178عدد زوجي
- 178عدد ناقص
- 178 عدد مضلعي (31 أضلاع-...)